# لووگاپ (کارولینای شمالی)
لووگاپ (به انگلیسی: Lowgap) شهری در ایالت کارولینای شمالی کشور ایالات متحده آمریکا است که جمعیت آن در سرشماری سال ۲۰۱۰ میلادی، ۳۲۴ نفر بوده‌است.